# Дніпровсько-Донецький прогин
Дніпровсько-Донецький прогин (авлакоген) поділяється на три мегаструктури:
1. Прип'ятську (Білорусь) западину
2. Дніпровсько-Донецьку западину
3. Донецьку складчасту споруду

## Склад
Докембрійський фундамент під ними залягає відповідно на глибинах від 2—6 до 18—20 км. Прогин заповнений осадовими породами палеозою, мезозою та кайнозою, які, як і фундамент, розбиті різноспрямованими тектонічними розломами і зім'яті у складки, інтенсивність яких зростає у південно-східному напрямку. У межах Прип'ятської та Дніпровсько-Донецької западин широко розповсюджена солянокупольна тектоніка. 

## Корисні копалини
З цими структурами пов'язані родовища нафти і газу,  кам'яної солі, гіпсу, будівельних матеріалів. З Донецькою складчастою спорудою (Донецьким кам'яновугільним басейном) пов'язані родовища кам'яного вугілля, руд ртуті, флюориту, поліметалів і інші. У вугільних пластах Донбасу зосереджені трильйони кубічних метрів метану.